# Алберто Доминго
Алберто Доминго (рођен 1965.) шпански је инжењер, доктор грађевинских наука и професор на Политехничком универзитету у Валенсији.